# USS Roy O. Hale (DE-336)
USS Roy O. Hale (DE-336/DER-336) là một tàu hộ tống khu trục lớp Edsall từng phục vụ cùng Hải quân Hoa Kỳ trong Chiến tranh Thế giới thứ hai. Nó là chiếc tàu chiến duy nhất của Hải quân Hoa Kỳ được đặt cái tên này, theo tên Trung úy Hải quân Roy Orestus Hale Jr. (1916-1942), phi công từng phục vụ cùng Liên đội Tuần tiễu VS-2 trên tàu sân bay Lexington (CV-2), đã mất tích trong chiến đấu ngày 8 tháng 5, 1942 trong Trận chiến biển Coral và được truy tặng Huân chương Chữ thập Bay Dũng cảm. Nó đã phục vụ cho đến khi chiến tranh kết thúc, xuất biên chế năm 1946, rồi được xếp lại lớp như một tàu hộ tống khu trục cột mốc radar DER-336 để tiếp tục phục vụ từ năm 1957 đến năm 1963. Con tàu cuối cùng bị bán để tháo dỡ vào năm 1975.

## Thiết kế và chế tạo
Lớp Edsall có thiết kế hầu như tương tự với lớp Cannon dẫn trước; khác biệt chủ yếu là ở hệ thống động lực Kiểu FMR do được trang bị động cơ diesel Fairbanks-Morse dẫn động qua hộp số giảm tốc đến trục chân vịt. Đây là cấu hình động cơ được áp dụng rộng rãi trên tàu ngầm, được chứng tỏ là có độ tin cậy cao hơn so với lớp Cannon.
Vũ khí trang bị bao gồm ba pháo 3 in (76 mm)/50 cal trên tháp pháo nòng đơn có thể đối hạm hoặc phòng không, một khẩu đội pháo phòng không Bofors 40 mm nòng đôi và tám pháo phòng không Oerlikon 20 mm. Vũ khí chống ngầm bao gồm một dàn súng cối chống tàu ngầm Hedgehog Mk. 10 (có 24 nòng và mang theo 144 quả đạn); hai đường ray Mk. 9 và tám máy phóng K3 Mk. 6 để thả mìn sâu. Con tàu vẫn giữ lại ba ống phóng ngư lôi Mark 15 21 inch (533 mm), và được trang bị radar SC dò tìm không trung và mặt biển. Thủy thủ đoàn đầy đủ bao gồm 186 sĩ quan và thủy thủ.
Roy O. Hale được đặt lườn tại xưởng tàu của hãng Consolidated Steel Corporation ở Orange, Texas vào ngày 13 tháng 9, 1943. Nó được hạ thủy vào ngày 20 tháng 11, 1943, được đỡ đầu bởi bà Roy O. Hale, mẹ của Trung úy Hale, và nhập biên chế cùng Hải quân Hoa Kỳ vào ngày 3 tháng 2, 1944 dưới quyền chỉ huy của Hạm trưởng, Thiếu tá Hải quân William Wurts Bowie.

## Lịch sử hoạt động

### 1944 - 1946
Sau khi hoàn tất việc chạy thử máy huấn luyện tại khu vực Bermuda, Roy O. Hale đi đến khu vực vịnh Chesapeake để đảm nhiệm vai trò tàu huấn luyện cho thủy thủ đoàn các tàu hộ tống khu trục trong tương lai, đồng thời hộ tống cho tàu bè đi lại giữa New York và Norfolk, Virginia. Chuyển sang vai trò hộ tống vận tải vượt Đại Tây Dương, nó khởi hành từ Norfolk, Virginia vào ngày 1 tháng 7, 1944 cho chuyến đầu tiên trong tổng số bảy chuyến hộ tống vận tải đi sang Châu Âu, bao gồm 24 tàu buôn hướng sang Taranto, Ý. Lên đường vào ngày 20 tháng 7 cho chặng quay trở về, về đến New York vào ngày 3 tháng 8. Nó thực hiện chuyến đi khứ hồi thứ hai sang Ý từ ngày 24 tháng 8 đến ngày 27 tháng 9, sau đó nó chuyển sang hộ tống vận tải tại Bắc Đại Tây Dương. Trong giai đoạn từ ngày 30 tháng 10, 1944 đến ngày 3 tháng 6, 1945, nó hoàn tất năm chuyến hộ tống vận tải khứ hồi từ Hoa Kỳ sang các cảng Anh và Pháp.
Sau khi chiến tranh kết thúc tại Châu Âu, Roy O. Hale chuẩn bị để được điều động sang khu vực Mặt trận Thái Bình Dương. Nó khởi hành từ Norfolk vào ngày 13 tháng 7, huấn luyện ôn tập ngoài khơi Cuba trước khi tiếp tục đi sang San Diego, California, và vẫn đang thực hành huấn luyện khi Nhật Bản chấp nhận đầu hàng vào ngày 15 tháng 8, giúp chấm dứt vĩnh viễn cuộc xung đột. Con tàu lên đường đi sang Hawaii vào ngày 26 tháng 8, đi đến Trân Châu Cảng vào ngày 2 tháng 9, nơi nó hoạt động hộ tống và canh phòng máy bay cho tàu sân bay. Cùng với những cựu chiến binh trên tàu, nó quay trở về San Diego vào ngày 17 tháng 10, rồi tiếp tục băng qua kênh đào Panama để quay trở lại vùng bờ Đông.
Đi đến Norfolk vào ngày 3 tháng 11, Roy O. Hale chuyển đến Green Cove Springs, Florida vào đầu tháng 12, và bắt đầu được chuẩn bị để ngừng hoạt động. Con tàu được cho xuất biên chế tại đây vào ngày 11 tháng 7, 1946, và được đưa về Hạm đội Dự bị Đại Tây Dương.

### 1957 - 1963
Được xếp lại lớp và mang ký hiệu lườn mới DER-336 vào ngày 21 tháng 10, 1955, Roy O. Hale được kéo đến Xưởng hải quân Boston vào tháng 12, 1955 để được cải biến thành một tàu hộ tống khu trục cột mốc radar, được đại tu và hiện đại hóa trước khi tái biên chế trở lại vào ngày 29 tháng 1, 1957 dưới quyền chỉ huy của Hạm trưởng, Thiếu tá Hải quân Charles Neal.
Roy O. Hale đã phục vụ như cột mốc radar trong Đường cảnh báo sớm từ xa - (DEW: Distant Early Warning) Line - nhằm cảnh báo sớm khả năng bị máy bay ném bom chiến lược hay tên lửa đạn đạo đối phương tấn công. Đặt cảng nhà tại Newport, Rhode Island từ ngày 2 tháng 7, nó được bố trí tuần tra tại khu vực Đại Tây Dương ngoài khơi Newfoundland cho đến quần đảo Azores, và tiếp nối vai trò này cho đến đầu thập niên 1960. Vào ngày 26 tháng 2, 1959, đội đổ bộ của con tàu đã tiến hành khám xét chiếc tàu đánh cá Liên Xô MV Novorossisk, sau khi xảy ra sự cố cáp điện tín vượt Đại Tây Dương của các hãng American Telephone & Telegraph và Western Union bị đứt tại khu vực.
Đến cuối năm 1962, Roy O. Hale lại được chuẩn bị để ngừng hoạt động; nó được cho xuất biên chế lần sau cùng vào ngày 15 tháng 7, 1963 và được đưa về Hạm đội Dự bị Đại Tây Dương tại Philadelphia, Pennsylvania. Con tàu được rút tên khỏi danh sách Đăng bạ Hải quân vào ngày 1 tháng 8, 1974, và cuối cùng bị bán để tháo dỡ vào ngày 1 tháng 4, 1975.

## Phần thưởng
Nguồn: Navsource Naval History
|  |  |  |
|  |  |  |

| Huân chương Viễn chinh Hải quân      | Huân chương Chiến dịch Hoa Kỳ         | Huân chương Chiến dịch Châu Âu-Châu Phi-Trung Đông |
| Huân chương Chiến thắng Thế Chiến II | Huân chương Phục vụ Phòng vệ Quốc gia | Huân chương Viễn chinh Lực lượng Vũ trang          |